# Llengua (múscul)
La llengua és un múscul de tipus esquelètic que reposa a la part inferior de la boca. Manipula els aliments per mastegar i empassar com a part del procés digestiu, i és l'òrgan principal del gust. La superfície superior de la llengua (dors) està coberta per papil·les gustatives allotjades en nombroses papil·les linguals. És sensible i es manté humit per la saliva i està ricament proveït de nervis i vasos sanguinis. La llengua també serveix com a mitjà natural per netejar les dents. Una funció important de la llengua és la capacitat de la parla en humans i la vocalització en altres animals.
Com a part de l'aparell digestiu, la seva funció principal és la de manipular el menjar, ajudar a mastegar i a empassar (deglució).
La llengua també és l'òrgan principal del gust. Una gran part de la superfície de la llengua es troba coberta per les papil·les linguals (prop d'unes 9000).
La llengua, gràcies a la seva gran sensibilitat i àmplia varietat de moviments (degut a la gran quantitat de nervis i vasos sanguinis que conté) és un element essencial a l'hora de formar els sons de la parla.
El tel de la llengua o frenet de la llengua és l'hipoglòs.